# Synopeas autumnalis
Synopeas autumnalis är en stekelart som beskrevs av Peter Neerup Buhl 1998. Synopeas autumnalis ingår i släktet Synopeas och familjen gallmyggesteklar. Inga underarter finns listade i Catalogue of Life.